# Ian Soler
Ian Soler Pino (ur. 23 stycznia 1996 w Prats de Lluçanès) – hiszpański piłkarz występujący na pozycji obrońcy. Wychowanek Espanyolu, w trakcie swojej kariery grał także w takich zespołach, jak Jumilla, Atlético Malagueño oraz Zemplín Michalovce.